# لی جیمز
لی جیمز (انگلیسی: Lee James؛ زادهٔ ۳۱ اکتبر ۱۹۵۳) وزنه‌بردار اهل ایالات متحده آمریکا بود.
از افتخارات وی میتوان به کسب مدال نقره وزن ۹۰ کیلوگرم در بازی‌های المپیک تابستانی ۱۹۷۶ اشاره کرد.